# Юшкевич Семен Соломонович

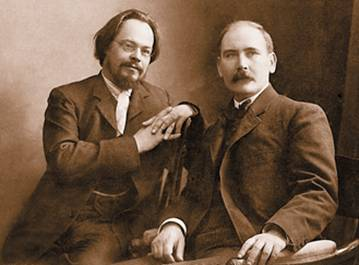
Євгеній Чіріков та Семен Юшкевич, близько 1900 року

Юшкевич Семен Соломонович (1868—1927) — російськомовний єврейський прозаїк та драматург.

## Життєпис
Народився у Одесі, в зросійщеній заможній єврейській родині.
Навчавсся у казенному єврейському початковому училищі, потому — у гімназії, котру залишив не закінчивши.
У 17-річному віці одружився й залишив батьківську хату. Почав працювати помічником провізора.
Друкуватися почав у газеті Одеський листок наприкінці 1880-х років .
1893 року виїхав до Парижа, де навчався на медичному факультеті Сорбони. Жив у Парижі до 1902 року, працював хористом, масажистом і т. ін.
Після публікації повісті з життя єврейської бідноти «Розпад», що вийшла друком 1902 року у часописі рос. «Восход», Юшкевич став відомим у Росії письменником.
Повернувся 1902 року до Одеси, але після Кишинівського погрому виїхав із сім'єю до Берліна, де продовжував літературну діяльність. Набуває широкої популярності в Російській імперії драматичними творами, що ставляться у багатьох відомих театрах.
У 1917—1918 роках разом із братом Павлом організує видання рос. «Южной универсальной библиотеки»: вийшло 52 книжки, в м'яких палітурках, карманного формату, І. Буніна, О. Толстого, Теффі, Р. Кіплінга, Г. Уеллса, Г. де Мопассана, А. Франса та ін.
1920 року виїжджає до Румунії, потім до Франції, а 1921 року — до США. 1922 року повертається до Німеччини, а від 1924 року живе у Парижі.

## Творчість
Наприкінці 1880-х років почав друкуватися у газеті Одеський листок.
Справжнім літературним дебютом Семена Юшкевича можна вважати публікацію 1897 року його оповідання «Кравець. З єврейського побуту» у «Російському багатстві», пізніше (1899) надрукованого окремим виданням у Одесі. 1895 року він написав повість з життя єврейської бідноти «Розпад», що вийшла друком 1902 року у часописі рос. «Восход», що видавався у Санкт-Петербурзі Ахароном Ландау. Завдяки цій повісті Юшкевич став відомим у Росії письменником.